# 福田晶子
福田 晶子（ふくだ あきこ、1937年9月7日 - ）は、日本の元陸上競技選手。
1960年、中央大学卒業、大昭和製紙入社。
1960年ローマオリンピックで女子走幅跳に出場した。 